# Baromi őrjárat
A Baromi őrjárat (eredeti címe: Super Troopers) 2001-es amerikai filmvígjáték Jay Chandrasekhar rendezésében. A főszerepben a Broken Lizard humortársulat tagjai (Chandrasekhar, Kevin Heffernan, Steve Lemme, Paul Soter és Erik Stolhanske) láthatóak. A mellékszerepeket Marisa Coughlan, Daniel von Bargen és Brian Cox alakítják, míg Lynda Carter cameoszerepben tűnik fel. A pénztáraknál 23 millió dolláros bevételt hozott.
A folytatás 2018. április 20.-án jelent meg Baromi őrjárat 2. címmel.

## Rövid történet
Öt bolondos vermonti rendőr megpróbál kinyomozni egy bűntényt.

## Szereplők
Vermonti rendőrség
- Jay Chandrasekhar: Arcot "Thorny" Ramathorn
- Paul Soter: Carl Foster
- Steve Lemme: MacIntyre "Mac" Womack
- Erik Stolhanske: Robbie "Rabbit" Roto
- Kevin Heffernan: Rodney "Rod" Farva
- Brian Cox: John O'Hagen

Spurbury-i rendőrség
- Daniel von Bargen: Bruce Grady
- Marisa Coughlan: Ursula Hanson
- James Grace: Jim Rando
- Michael Weaver: Samuel Smy
- Dan Fey: Jack Burton

További szereplők: Andre Vippolis, Joey Kern, Geoffrey Arend, Amy de Lucia, Philippe Brenninkmeyer, Maria Tornberg, Jimmy Noonan, Jim Gaffigan, Blanchard Ryan, Lynda Carter, John Bedford Lloyd, Charlie Finn, Walt MacPherson (törölt jelenetben), Jerry Walsh (törölt jelenetben).

## Fogadtatás
A Rotten Tomatoes oldalán 35%-os értékelést ért el 88 kritika alapján, és 5 pontot szerzett a tízből. A Metacritic honlapján 48 pontot szerzett a százból, 24 kritika alapján.
Roger Ebert két és fél csillaggal értékelte a négyből. A. O. Scott, a The New York Times kritikusa "rossznak és ízléstelennek" nevezte.